# 卡斯特尔-马扎梅机场
卡斯特尔-马扎梅机场（法語：Aéroport de Castres-Mazamet），是法国南部城市卡斯特尔和马扎梅的城市客运机场，位于卡斯特尔东南侧，横跨卡斯特尔、科卡利耶尔、拉加里格和拉布吕吉耶尔四个市镇，距离卡斯特尔市中心大约9公里，距离马扎梅市中心大约14公里。

## 历史
卡斯特尔-马扎梅机场始建于1990年。1995年9月阿尔比机场关闭后，卡斯特尔-马扎梅机场成为了塔恩省境内唯一的民用机场。2013年卡斯特尔-马扎梅机场旅客量首次突破四万人次。

## 航空公司与目的地
截至2024年11月，卡斯特尔-马扎梅机场开行1条固定航线和1条季节性航线。
| 航空公司         | 目的地                     |
| ---------------- | -------------------------- |
| Chalair Aviation | 巴黎-奥利 季节性：阿雅克肖 |

## 接驳交通
卡斯特尔-马扎梅机场前方建有250个车位的免费停车场。卡斯特尔-马扎梅城市公共交通的10路公交车经停卡斯特尔-马扎梅机场。